# Young Ace
Young Ace (ヤングエース, Yangu Ēsu) är en japansk seinentidning som ges ut av förlaget Kadokawa Shoten. Det första numret av tidningen gavs ut i juli 2009.

## Publicerade serier (i urval)
- Akuma no Ikenie
- Bio Booster Armor Guyver
- Black Rock Shooter: Innocent Soul
- Blood Lad
- Boku dake ga inai machi
- Concrete Revolutio
- Furekurain
- Haijin-sama no End Contents
- Hōzuki-san Chi no Aneki
- Inari, Konkon, Koi Iroha
- Isuca
- Mirai Nikki Paradox
- Mōhitsu Hallucination
- Multiple Personality Detective Psycho
- The Disappearance of Nagato Yuki-chan (ongoing)
- Neon Genesis Evangelion
- Panty & Stocking with Garterbelt
- Sugar Dark
- Summer Wars
- The Kurosagi Corpse Delivery Service
- Yakumo Hakkai
- Legal Drug